# ウェストランド スカウト
ウェストランド スカウト
Westland Scout
- 用途：偵察、連絡、訓練、捜索救難、軽輸送、救急、軽攻撃
- 分類：軽汎用ヘリコプター
- 製造者：ウェストランド・ヘリコプター
- 運用者**  イギリス（イギリス陸軍）
  -  オーストラリア（オーストラリア海軍）
  -  ヨルダン（ヨルダン空軍）
  -  南アフリカ連邦（南アフリカ空軍）等
- 初飛行：1960年8月29日
- 生産数：約150機
- 運用開始：1960年

ウェストランド スカウト（Westland Scout）はイギリスのウェストランド・ヘリコプター社が開発した軍用の軽多目的ヘリコプターである。海軍のウェストランド ワスプ・ヘリコプターとは近系列にあたる。

## 設計と開発
ウェストランド・スカウトとワスプはどちらも、サンダース・ロー P.531から発達したものである（P.531はサンダース・ロー スキーターの発展型）。サンダース・ロー社を獲得することによってウェストランド社はP.531と呼ばれる計画も引き継ぎ、それはスカウトとワスプの原型となっている。
P.531は、635 shpのブリストル・シドレー ニンバスと685 shpのデハビランド・グノーム H.1000エンジンとともに開発された。生産型のスカウトAH.1は、1,050 shpのロールス・ロイス（その前にロールス・ロイスはブリストル・シドレーを買収していた）ニンバス101エンジンを使用していた。スカウトの初飛行は1960年8月29日に行われた。
スカウトの降着装置はスキッド式になっており、前部に2つ、後部に3つの座席がある。スカウトは観測、連絡、訓練、捜索救難などの軽度の任務に幅広く使用された。軽攻撃ヘリコプターとしても使用され、そのときは2挺のL7 GPMG機関銃と4発のSS.11対戦車誘導ミサイルを搭載した。死傷者の救出を行うときには外部と内部に2つずつの担架を搭載した。
1968年までにおよそ150機のスカウトが主にヘイズ工場で生産された。

## 運用
イギリス陸軍航空隊のスカウトはフォークランド紛争に従軍し、そのうち1機がアルゼンチンのFMA IA 58 プカラ攻撃機に撃墜され、もう1機が攻撃を受けて不時着した。これはフォークランド紛争の空対空戦闘におけるアルゼンチン唯一の勝利である。

## 各型
- サンダース・ロー P.531 - 原型
- サンダース・ロー P.531-2 Mk.1 - 先行生産型
- スカウト AH.1 - イギリス陸軍の5座汎用型

## 使用者

### 軍隊
- イギリス - イギリス陸軍航空隊、イギリス海兵隊
- オーストラリア - オーストラリア海軍（第723飛行隊、2機）
- 南アフリカ連邦 - 南アフリカ空軍
- ヨルダン - ヨルダン王国空軍 （3機）

### 法執行機関
- ウガンダ - ウガンダ警察航空隊（2機）
- バーレーン - バーレーン国家警察（2機）

## 性能・主要諸元
- 乗員: 2
- 乗客数: 6（2列）

ウェストランド スカウト 三面図

- 全長: 30 ft 4 in（9.25 m）
- 翼幅: 32 ft 3 in（9.83 m）
- 全高: 8 ft 10 in（2.70 m）
- 円板面積: 3,266 ft2（303 m2）
- 空虚重量: 3,084 lb（1,400 kg）
- 全備重量: 5,350 lb（2,427 kg）
- 発動機: ロールス・ロイス ニンバス 101 ターボシャフト 1,050 SHP ×1
- 超過禁止速度: 131 mph=M0.17（210 km/h）
- 航続距離: 316 マイル（510 km）
- 上昇限度: 17,700 ft（5,400 m）
- 上昇率: 1,670 ft/min（8.50 m/s）（海面上）
- 円板荷重1.64 lb/ft2（8 kg/m2）
- 武装: L7 GPMG機関銃 ×2、SS.11対戦車誘導ミサイル×4

## 登場作品
『ファイナル・オプション』
イギリス陸軍のスカウト AH.1が登場。SASの山岳訓練で使用されるほか、クライマックスでは、3機がSAS隊員たちをテロリストに占拠された駐英アメリカ大使館まで輸送し、大使館の上空でホバリングして隊員たちをラペリング降下させる。